# Enciclopédia dos irmãos da pureza

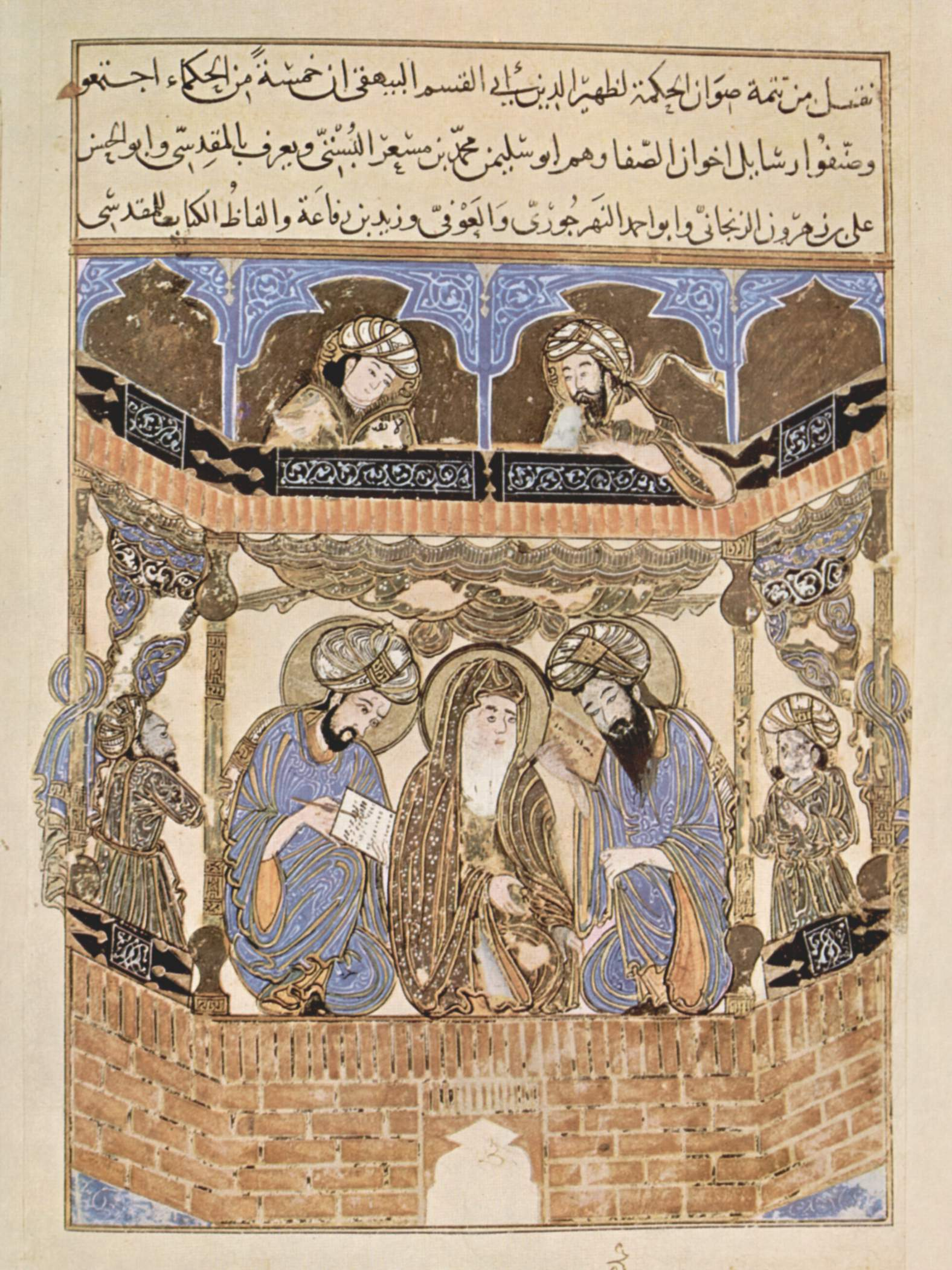
Iluminura de 1287 mostrando os Irmãos da Pureza.

A Enciclopédia dos irmãos da pureza (em árabe: رسائل إخوان الصفا, Rasail Ikhwan al-Safa), também conhecida como as Epístolas dos irmãos da sinceridade, Epístolas dos irmãos da pureza ou Epístolas dos irmãos da pureza e dos amigos leais foi uma extensa enciclopédia em 52 tratados (rasā'il) escritos pelos misteriosos Irmãos da pureza de Baçorá, em algum momento da segunda metade do século X, ou possivelmente durante o século XI.
Teve grande influência em ambientes intelectuais posteriores do mundo muçulmano, como em Ibn Arabi, e foram transmitidas para o exterior até Alandalus.
A Enciclopédia contribuiu para a popularização e legitimação do platonismo no mundo islâmico.